# Duncan White
Duncan M. White (né le 1er mars 1918 à Lathpandura et mort le 3 juillet 1998 à Nuneaton) est un athlète cinghalais, spécialiste du 400 mètres haies. En se classant deuxième du 400 m haies des Jeux olympiques de 1948, il devient le premier athlète de Ceylan, le futur Sri Lanka, à remporter une médaille aux Jeux olympiques, s'inclinant en finale face à l'Américain Roy Cochran,,. Deux ans plus tard, à Auckland, Duncan White remporte le titre du 440 yards haies des Jeux de l'Empire britannique. 

## Enfance et origines
White nait le 1er mars 1918 à Lathpandura, près de Kalutara, dans le Ceylan britannique. Il est le deuxième des quatre enfants de John Bernard White et de Cecilia Hawk White. Il grandit au sein d'une fratrie de 4 garçons, Frederick A. White, également athlète, Stanley Leonard White et Douglas Andrew White (décédé en 1960). Il a fait ses études au prestigieux Trinity College (en) de Kandy où il reçoit le «Trinity Lion», la plus haute distinction sportive de l'établissement, pour ses accomplissements en athlétisme. Cette récompense lui est cependant ensuite retirée pour des raisons disciplinaires. White quitte le Trinity College en 1937.

## Carrière sportive
Dès l'âge de 16 ans, il est sélectionné dans l'équipe d'athlétisme de son établissement. Deux ans plus tard, en 1936, il devient le capitaine de cette sélection. Ses bons résultats l'amènent à participer une première fois aux Jeux de l'Empire Britannique en 1938 où il s'aligne sur l'épreuve du 440 yards haies sans pour autant prendre le départ. Il était alors le benjamin de la sélection sri-lankaise. La guerre met en pause sa carrière athlétique et il est mobilisé au sein des troupes coloniales de l'Empire. Il participe cependant à un match contre l'Inde en 1945 où il est aligné sur le relais 4 × 100 yards côtés de Summa Navaratnam (en), R.E. Kitto et Basil Henricus (en).
Le 4 février 1948, la colonie britannique de Ceylan obtient son indépendance et devient un dominion du Commonwealth. Le pays envoie sa première délégation olympique la même année lors des Jeux olympiques de Londres. En difficulté lors des épreuves qualificatives, White se retire des épreuves du 100 m et du 400 m pour se concentrer sur les haies basses. Il ainsi sélectionné pour le 400 m haies. A l'occasion de la cérémonie d'ouverture de l'évènement, Duncan White devient le premier porte-drapeau de l'histoire de son pays. Le 31 juillet 1948, il remporte brillamment la première médaille olympique de son pays en décrochant la médaille d'argent du 400 m haies, derrière l'américain Roy Cochran. Il parcoure la distance en 51 s 8, soit dans un temps inférieur à l'ancien record olympique que Cochran avait établi en demi-finale. White s'aligne également sur l'épreuve du 200 m mais ne parvient pas à franchir le stade des séries.
A son retour à Ceylan, une cérémonie en son honneur est tenue au sein du Trinity College. A cette occasion, l'établissement lui rend son «Lion» qui lui avait été retiré durant sa jeunesse. Le gouvernement de Ceylan lui décerne une bourse afin qu'il puisse poursuivre ses études à l'université de Loughborough. Enfin, il est fait membre de l'Ordre de l'Empire britannique.
Il poursuit sa carrière athlétique en participant aux Jeux de l'Empire Britannique de 1950 se déroulant à Auckland en Nouvelle-Zélande. Là-bas, il remporte le 440 yards haies (en) en 52 s 5, échouant à seulement 3 dixièmes du record du monde de la discipline. Il obtient de ce fait, la première médaille d'or du Ceylan indépendant aux Jeux de l'Empire Britannique. En compagnie de Summa Navaratnam, John de Saram (en) et Oscar Wijesinghe, il termine 4e du relais 4 × 110 yards (en). De même, en compagnie des deux derniers cités et de Somapala, il échoue au pied du podium du relais 4 × 440 yards (en).

## Carrière militaire
En 1942, pendant la Seconde Guerre mondiale, White est mobilisé au sein du régiment Ceylon Light Infantery (en) dans lequel il deviendra officier. Démobilisé en 1947, il rejoint ensuite le corps de réserve de la Ceylon Army Volunteer Force (en), devenant major et obtenant une Efficiency Decoration (en), pour services rendus.

## Carrière professionnelle
Après avoir obtenu son diplômé de l'université de Loughborough, White retourne à Ceylan en 1951 et occupe un poste de professeur d'éducation physique au sein d'un établissement de Maharagama (en). En 1958, le gouvernement de Ceylan le nomme entraîneur de la Sri Lanka Schools Athletic Association. Il s'expatrie ensuite en Afrique, où il est recruté par l'Université du Nigeria en 1963 en tant que conférencier. Il devient ensuite maître de conférences à l'Université d'Ibadan. Il finit par s'établir à Nuneaton, dans le Warwickshire en Angleterre, tout en accomplissant occasionnellement au Nigeria des missions de conseil sportif.

## Vie privée
Duncan White épouse Angela Siebel en 1952. Le couple eu six enfants : Maxine, Nita, Christopher, Dan, Marilyn et Fiona. Le frère de Duncan, Freddie White, s'illustra notamment sur les terrains de hockey sur gazon sri-lankais. Duncan White décède, en juillet 1998, à Nuneaton, à l'âge de 80 ans.

## Distinctions et honneurs
- Membre de l'Ordre de l'Empire britannique
- Deshamanya du Sri-Lanka

## Palmarès
| Date | Compétition                  | Lieu     | Résultat | Épreuve         | Temps        |
| ---- | ---------------------------- | -------- | -------- | --------------- | ------------ |
| 1938 | Jeux de l'Empire britannique | Sydney   | DNS      | 440 yards haies | -            |
| 1948 | Jeux olympiques              | Londres  | 2e       | 400 m haies     | 51 s 8       |
| 1948 | Jeux olympiques              | Londres  | Séries   | 200 m           | N.C          |
| 1950 | Jeux de l'Empire britannique | Auckland | 1er      | 440 yards haies | 52 s 5       |
| 1950 | Jeux de l'Empire britannique | Auckland | 4e       | 4 × 110 yards   | N.C          |
| 1950 | Jeux de l'Empire britannique | Auckland | 4e       | 4 × 440 yards   | 3 min 22 s 8 |

## Records
| Épreuve          | Marque | Lieu    | Date            |
| ---------------- | ------ | ------- | --------------- |
| 200 mètres       | 21 s 8 | Inconnu | 1948            |
| 400 mètres haies | 51 s 8 | Londres | 31 juillet 1948 |